# Modernidad periférica

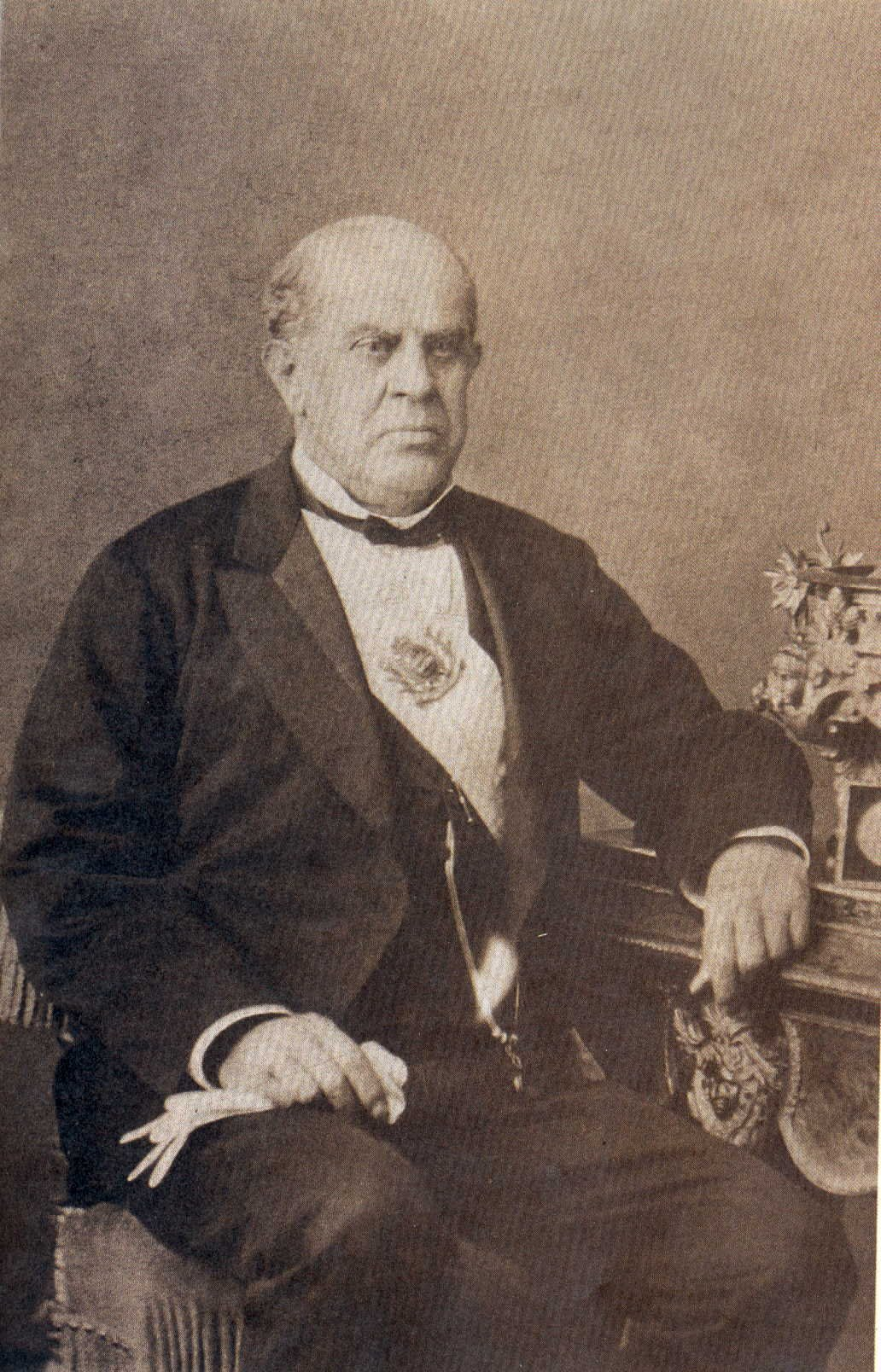
Domingo Faustino Sarmiento, impulsor de la introducción de la modernidad europea en la Argentina del siglo XIX

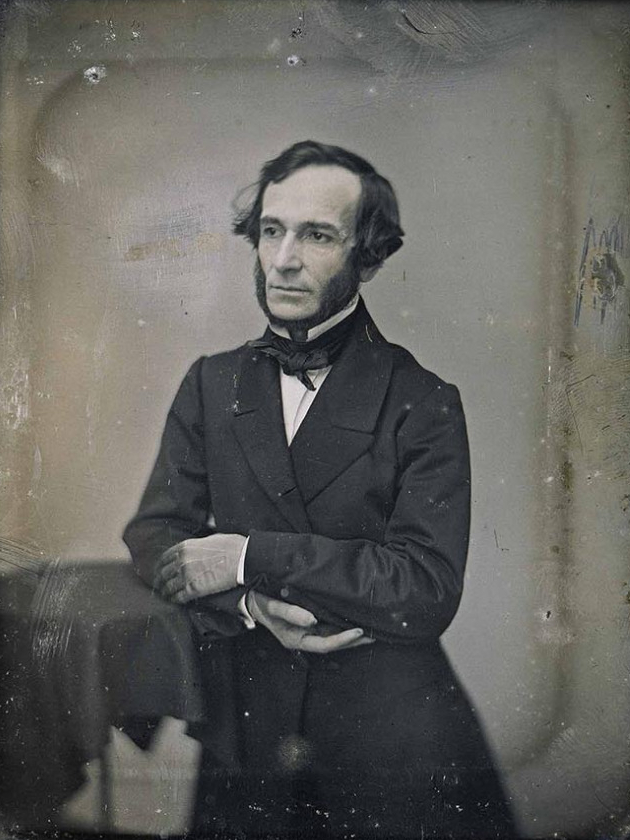
Juan Bautista Alberdi, impulsor de la introducción de la modernidad europea en la Argentina del siglo XIX

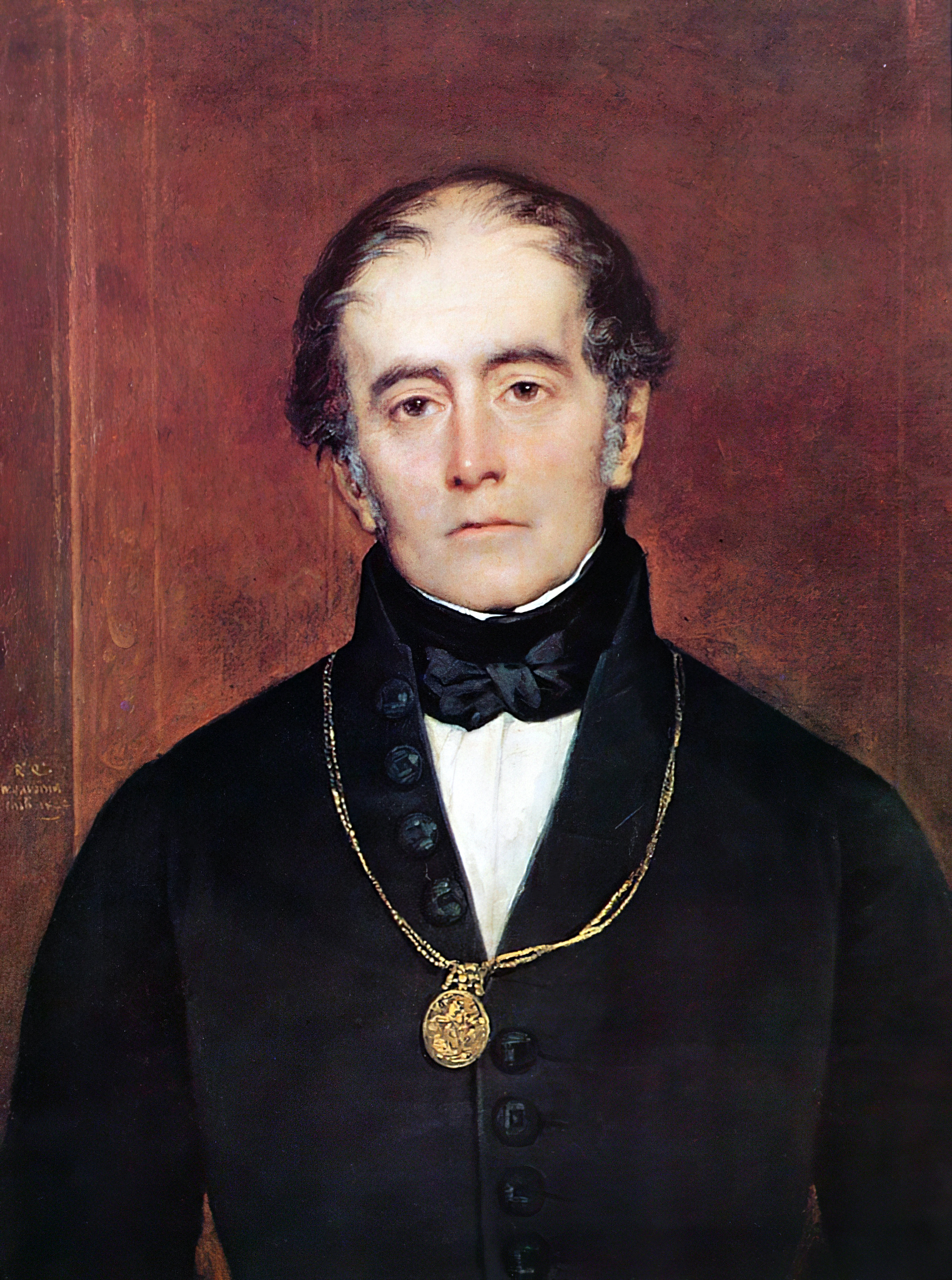
Andres Bello, impulsor de la introducción de la modernidad europea en el Chile del siglo XIX

El concepto de modernidad periférica es una hipótesis sobre las características socioculturales que habría tenido la experiencia de la modernidad en algunos países y regiones, como América Latina. Se basa en la idea de que la modernidad en estos sitios está subdesarrollada con respecto a otros, y por lo tanto la modernidad allí solo puede experimentarse de modo parcial, atípico o defectuoso. Se trataría de un tipo de contacto con lo moderno a través de la imitación y la adaptación y relacionado con el atraso, la dependencia y la angustia de tal diferencia. Está relacionada notablemente también con el sincretismo cultural y en Latinoamérica particularmente con las tesis de la cultura híbrida de Néstor García Canclini. La modernidad periférica se puede entender también como una variante explicativa sociocultural de la teoría centro-periferia, que estudia las diferencias de las economías centrales y periféricas solo desde el campo económico.  
Uno de los textos más completos y estudiados- y que fue fundamental para conceptualizar la materia- fue Todo lo sólido se desvanece en el aire (1982), de Marshall Berman, donde se estudió la experiencia modernista fallida de Rusia a través del arte, principalmente la de sus íconos (Gogol, Dostoievski, Tolstói) y cómo operaba esa diferencia y angustia con Europa. Posteriormente autores como Beatriz Sarlo y José Joaquín Brunner tomarían esa referencia para una teoría de la modernidad periférica latinoamericana. Esta idea de una modernidad periférica, así como la de centro-periferia en que se basa, han sido muy cuestionadas y actualmente parecen estar siendo usados cada vez menos. Estudios posteriores han mostrado que tales teorías se basan en criterios de análisis europeístas, que entienden la modernidad como un fenómeno único cuyo origen estaría únicamente en Europa y desde allí se habría expandido a otras regiones.

## Antecedentes y desarrollo de modernidad periférica en Latinoamérica

### Darwinismo social
El período donde se exponen a la luz las primeras grandes diferencias socioculturales entre centro y periferia en el subcontinente está en relación con la constitución de los Estados-Nación. Domingo Faustino Sarmiento y Alberdi, Andrés Bello, Lastarria entre otros intelectuales latinoamericanos promovieron el camino al desarrollo de los jóvenes pueblos en un molde con la experiencia europea. La tesis de la superioridad caucásica hizo que se castigara los intentos del bajo pueblo por construir su propia imagen a través de la experiencia y se promovió -con mayor o menor agresividad- la europeización de las instituciones y formas sociales bajo un tipo de relaciones sociales moderno y abiertamente colonial y esclavista.

### Colonización de territorios
Casos extremos fueron las colonizaciones del sur de Brasil, donde se promovieron abiertamente políticas de Estado racistas y un ordenamiento social cerrado y altamente jerarquizado. Las mayorías fueron expuestas como minorías y brutalmente silenciadas; así murieron o fueron blanqueados (cambios de nombre, enajenaciones de tierra, etc.) millones de indígenas entre principios y mitad del siglo XIX. 
En el cono sur -principalmente Argentina y Uruguay- con una población indígena muy menor en comparación con la criolla, se introdujo sistemáticamente una población nueva, europea, llegando a sobrepasar en número a los pobladores criollos anteriores al proceso de apertura en el fin del siglo XIX.

### Desarrollismo nacional
Sin embargo, este proyecto inspirado en una tesis desbocada del darwinismo social fracasó y se debió reconocer progresivamente el desarrollo de la producción cultural de los pueblos; determinada en sí misma por el mestizaje y la experiencia. En las primeras décadas del siglo XX, Latinoamérica formula un programa desarrollista inspirado en un alejamiento de la huella europea del siglo XIX y que se dio con mayor fuerza en México, Brasil, Argentina, Uruguay y Chile. Fundamental en este período fue el aporte intelectual de los impulsores de la teoría de la dependencia, o también llamado el pensamiento cepaliano. Fue una matriz impulsora de la industrialización de los países anteriormente mencionados y también guio a los países que aún no alcanzaban a industrializarse; como los países caribeños y andinos.

### Fin delsigloXX
Los golpes militares elaborados por los intereses de Estados Unidos y la élite aristocrática local- que vio espantada el peligro de que sus privilegios coloniales históricos fueran reducidos- desarmaron el proyecto y años después pavimentaron el camino al libre-mercado donde los actores históricos de la jerarquía social latinoamericana volvieron a su sitial.
En todo ese período del siglo XX se consolidaron manifestaciones culturales propias de la región que a veces fueron tremendamente coherentes y homogéneas y otras veces se daban a través de la tensión y el desorden. Acá se desarrollarían las teorías sociológicas de culturas híbridas (Néstor García Canclini), mediaciones (Jesús Martín-Barbero) o sincretismo cultural. Desde la llegada del libremercado, ha crecido el interés por estudiar los cambios de estas manifestaciones culturales de la modernidad periférica anexando elementos como el kitsch o la mass media.